# Abomey

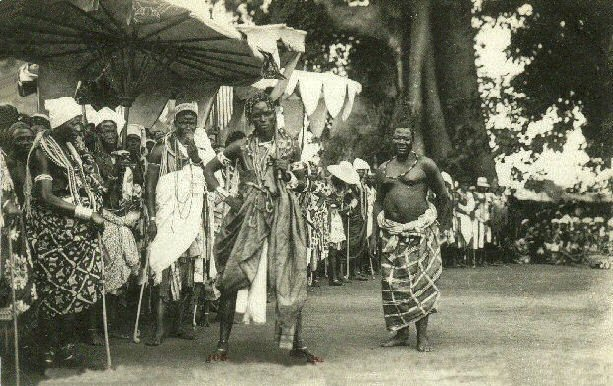
Danza tribale dei capi Fon, 1908

Abomey è il capoluogo del dipartimento di Zou, nello Stato del Benin con 87 941 abitanti (stima 2006).Dista circa 100 km dalla costa.
La città è nota soprattutto per la sua importanza storica: fu infatti capitale del regno di Dahomey, fondato nel 1625 e caduto con l'occupazione francese alla fine del XIX secolo. I Palazzi reali di Abomey, dichiarati Patrimonio dell'umanità dall'UNESCO nel 1985, sono testimonianza di questo antico regno. Pur essendo meno importante che in passato, Abomey è una delle principali mete turistiche del Benin. Abomey è oggi la capitale del Dipartimento di Zou, non va perciò confusa con Abomey-Calavi situata più a sud, nel Dipartimento dell'Atlantique, che è invece sede di una delle due Università del Benin.

## Storia

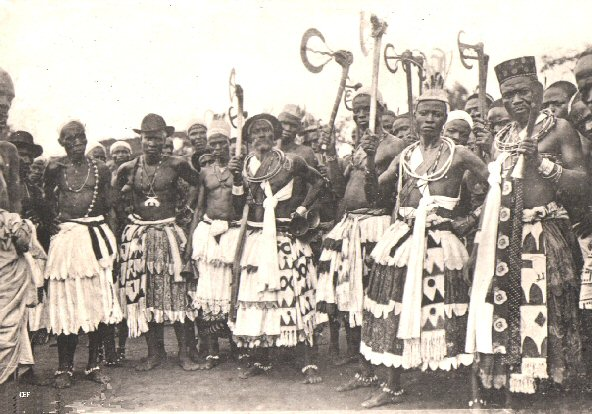
Stregoni, 1908

Abomey fu la capitale dell'antico regno di Dahomey, fondato nel 1625 dall'etnia Fon. La città era circondata da un muro di fango con una circonferenza stimata in quasi 10 chilometri, con sei porte e protetto da un fossato profondo un metro e mezzo, riempito di acacie spinose (questo era il tipico sistema difensivo dell'Africa occidentale). All'interno delle mura sorgevano alcuni villaggi separati da campi coltivati, i palazzi reali, una piazza del mercato e un'altra grande piazza in cui aveva sede la caserma dell'esercito.
Il regno prosperò per diversi secoli. All'arrivo degli Europei, i Fon del Dahomey diventarono mercanti di schiavi, arrivando a controllare buona parte del traffico degli schiavi dell'Africa occidentale. Nel novembre del 1892 Behanzin, l'ultimo re indipendente del Dahomey, dopo essere stato sconfitto dalle forze coloniali francesi, diede fuoco alla città e fuggì verso nord. L'amministrazione coloniale francese ricostruì Abomey e la unì alla costa tramite una ferrovia.

### I Palazzi reali di Abomey
I palazzi furono costruiti fra il XVII e il XIX secolo. Sono un gruppo di costruzioni in terra e rappresentano uno dei più famosi e rilevanti siti storici dell'Africa occidentale. Le strutture furono edificate dai dodici re che si susseguirono alla guida del regno dal 1695 al 1900. Nello stesso arco di tempo, il complesso dei palazzi si arricchì di sculture, bassorilievi e murales. I bassorilievi, in particolare, hanno un elevatissimo valore storico in quanto (in un regno che non aveva una lingua scritta) venivano usati per documentare le vicende dei re, le vittorie militari, nonché le usanze e i rituali dell'epoca. Dai bassorilievi, per esempio, sappiamo che l'esercito di Dahomey era composto in parte di battaglioni di donne-guerriero.
I palazzi furono in gran parte distrutti dall'incendio del 1892, voluto da Behanzin. La costruzione principale sfuggita alla distruzione, chiamata Salle des Bijoux ("sala dei gioielli"), era il palazzo di un regnante precedente. Nel 1984 un tornado danneggiò ulteriormente i palazzi, e l'anno successivo l'UNESCO dichiarò il complesso Patrimonio dell'umanità, anche allo scopo di proteggerlo. Le mura che contengono i bassorilievi tuttavia sono ancora in pericolo a causa dell'esposizione alle intemperie e dell'azione di termiti e altri insetti. Dal 1993, 50 dei 56 bassorilievi che decoravano le mura eretta da re Glèlè sono stati rimessi sulla struttura ricostruita. I palazzi sono usati tutt'oggi per le cerimonie reali.